# Марденборо, Стив
Стивен Александер Марденборо (англ. Stephen Alexander Mardenborough; род. 11 сентября 1964, Бирмингем, Уорикшир) — английский футболист, полузащитник, сыгравший более 300 матчей в Футбольной лиге.

## Карьера
Первым клубом Марденборо был «Ковентри Сити», но после окончания стажировки он был освобожден и перешел в «Вулверхэмптон Уондерерс». Его единственным голом за «волков» стал победный на «Энфилде» в январе 1984 года в ворота действующего чемпиона «Ливерпуля», который был на пути к еще одному национальному чемпионству, а также к Кубку европейских чемпионов 1983/1984, в то время как «Вулверхэмптон» вылетели в низшую лигу. После аренды в «Кембридж Юнайтеде» Марденборо в июле 1984 года перешёл в «Суонси Сити». Он был популярной фигурой в течение своего единственного сезона в клубе, но в конце года ему разрешили уйти из-за массовой чистки игроков, и он остался в Уэльсе, чтобы подписать контракт с «Ньюпорт Каунти».
После двух сезонов в «Ньюпорте» он присоединился к своему третьему валлийскому клубу «Кардифф Сити». Единственный гол за столичный клуб он забил в победной игре над «Торки Юнайтед» (3:1). После одного сезона ему разрешили присоединиться к «Херефорд Юнайтеду». Покинув «быков», он некоторое время играл в Швеции за «Эстерсунд», а затем вернулся в Англию в «Челтнем Таун». В 1990 году он подписал контракт с «Дарлингтоном», где в течение нескольких лет был игроком основного состава, сыграв за клуб более 100 матчей и помогая им вернуться в Футбольную лигу.
Покинув «Дарлингтон» в 1993 году, он провел один год в «Линкольн Сити», а затем провёл короткое время в «Колчестер Юнайтед» и без контракта в «Скарборо» и «Суонси». Его второе выступление в «Суонси» станет для него последним в Футбольной лиги перед тем, как он будет в низших лигах и почти десять лет будет играть в Валлийской Премьер-лиге.

## Личная жизнь
Его сын, Янн, стал профессиональным автогонщиком после победы в GT Academy 2011 года в серии гоночных игр PlayStation Gran Turismo. В фильме «Гран Туризмо», основанном на карьере Янна, Джимон Хонсу играет Стива.

## Достижения

### «Кардифф Сити»[5]
- Чемпион Четвёртого дивизиона Футбольной лиги: 1987/88

### «Дарлингтон»[6]
- Чемпион Футбольной конференции: 1989/90
- Чемпион Четвёртого дивизиона Футбольной лиги: 1990/91